# Seznam poslancev Narodne skupščine Kraljevine Jugoslavije, izvoljenih v Dravski banovini leta 1938
Seznam slovenskih poslancev zajema poslance, ki so bili 11.decembra 1938 v Dravski banovini izvoljeni v Narodno skupščino Kraljevine Jugoslavije. 
| Ime                    | Stranka            | poklic                                          |
| ---------------------- | ------------------ | ----------------------------------------------- |
| Franc Bajlec           | Milan Stojadinović | advokat, član banskega sveta                    |
| Mirko Bitenc           | Milan Stojadinović | profesor                                        |
| Janez Brodar           | Milan Stojadinović | posestnik in banski svetnik                     |
| Ivan Dolenec           | Milan Stojadinović | ravnatelj učiteljišča v pokoju                  |
| Franc Gabrovšek        | Milan Stojadinović | ravnatelj zadružne zveze                        |
| Karel Gajšek           | Milan Stojadinović | javni notar                                     |
| Franc Klar             | Milan Stojadinović | zdravnik                                        |
| Franc Koban            | Milan Stojadinović | kmet in svetnik kmetijske zbornice              |
| Jure Koce              | Milan Stojadinović | tajnik Zbornice za trgovino, obrt in industrijo |
| Marko Kranjc           | Milan Stojadinović | tajnik Jugoslovanske radikalne zajednice        |
| Miha Krek              | Milan Stojadinović | minister                                        |
| Franc Kulovec          | Milan Stojadinović | senator                                         |
| Jože Lavrič            | Milan Stojadinović | tajnik kmetijske zbornice                       |
| Pavle Mašič            | Milan Stojadinović | železniški uradnik                              |
| Alojzij Mihelčič       | Milan Stojadinović | ravnatelj Vzajemne zavarovalnice                |
| Anton Ogrizek          | Milan Stojadinović | odvetnik                                        |
| Alojzij Rigler         | Milan Stojadinović | višji veterinarski svetnik                      |
| Maksim Sevšek          | Milan Stojadinović | okrožni banski zdravnik                         |
| Rudolf Smersu          | Milan Stojadinović | pravni referent OUZD                            |
| Franc Snoj             | Milan Stojadinović | tajnik posojilnice                              |
| Miloš Stare            | Milan Stojadinović | odvetnik                                        |
| Martin Steblovnik      | Milan Stojadinović | župan in banovinski svetnik                     |
| Janez Strcin (Stercin) | Milan Stojadinović | posestnik in župan                              |
| Albin Šmajd            | Milan Stojadinović | odvetnik                                        |
| Josip Špindler         | Milan Stojadinović | župan                                           |
| Ivan Teuerschuh        | Milan Stojadinović | ravnatelj meščanske šole                        |
| Josip Tratnik          | Milan Stojadinović | župnik in banovinski svetnik                    |
| Demetrij Veble         | Milan Stojadinović | odvetnik                                        |
| Franjo Žabot           | Milan Stojadinović | podžupan                                        |